# Steinkiste von Chittaford Down
Die Steinkiste von Chittaford Down liegt nordwestlich von Postbridge in Devon in England.
Die Nordwest-Südost orientiert Steinkiste liegt im Zentrum eines Cairns von etwa 8,0 m Durchmesser und 0,6 m Höhe. Sieben Steine der Hügeleinfassung ragen aus dem Gras. Die aus vier Platten errichtete Steinkiste ist etwa 1,3 m lang, 0,5 m breit und innen 0,65 m tief. Der Deckstein fehlt.
Etwa 300 m entfernt liegt der Roundy Park Cairn mit einer der größten Steinkisten im Südwesten.